# 大島郷
大島（嶋）郷（おおしまごう）とは、備中国浅口郡（現在の岡山県浅口市を含む地域）にあった郷である。

## 概要
平安時代中頃の編纂とされる、『倭名類聚抄』（わみょうるいじゅうしょう）に浅口郡八郷（阿知（あち）郷、間人（まむと）郷、船穂（ふなお）郷、占見（うらみ）郷、川村（かわむら）郷、小坂（おさか）郷、林（はやし）郷、大島郷）の一つとして記載されている。
大島郷に比定される地は、諸説ある。
一つは、かつて「大島」と呼ばれる島とされた、笠岡市大島、浅口郡里庄町新庄・浜中、浅口市の概ね里見川以南、倉敷市玉島黒崎付近とするもの。二つ目は、その大島とされた地域の中の西部、笠岡市大島・里庄町新庄・浜中、浅口市寄島町などである。この他にも説はあるが、上記説が有力とされる。
後年には、大島庄、大島保などとも呼ばれた。
現在は、笠岡市大島（西大島・大島中）が遺称地となっている。他にも東大島村があったが、東大島は寄島町との合併で地名としては消滅した。大島中、西大島は笠岡市と合併し地区名になっている。

## 備考
肥前国（長崎県）北松浦郡（小値賀町）、近江国蒲生郡、阿波国美馬郡、信濃国水内郡、下総国葛飾郡などにも同名の郷が存在した。